# Shanghai Disneyland Park
Shanghai Disneyland Park é um parque temático localizado próximo ao distrito de Pudong, em Xangai, China. O empreendimento é parte do Shanghai Disney Resort.
Foi inaugurado em 16 de junho de 2016 e é propriedade e operado por meio de uma joint venture entre a The Walt Disney Company e o Grupo Shanghai Shendi. A construção começou em 8 de abril de 2011.
O parque é uma nova variação do estilo tradicional dos parques temáticos da Disney encontrados em todo o mundo. O centro do parque tem uma coleção de 11 acres de jardins chamados os "Jardins de Imaginação". Outras áreas temáticas incluiem o Castelo Enchanted Storybook, o maior e mais alto castelo da Disney com um passeio de barco em seu subsolo, e Treasure Cove, casa dos Pirates of the Caribbean: Battle of the Sunken Treasure.